# 삼천포시
삼천포시(三千浦市)는 대한민국 경상남도의 남서쪽 해안저지(海岸低地)에 있던 시(市)이며, 1995년 3월 1일 사천시로 통합되었다.

## 개요
1918년 옛 사천군의 수남면(洙南面)과 문선면(文善面)을 통합하여 삼천포면이 되었다가 1931년에 삼천포읍이 되었다. 1956년에 사천군(泗川郡)의 남양면(南陽面)을 편입, 삼천포시로 승격하였으며, 같은 해 삼천포시 관내(管內)에 남양출장소(南陽出張所)를 설치하였다. 1995년 3월 1일 도농통합형 행정구역 개편으로 사천군과 통합되어 사천시가 되었다.

## 같이 보기
- 삼천포